# Sandwichpaneel

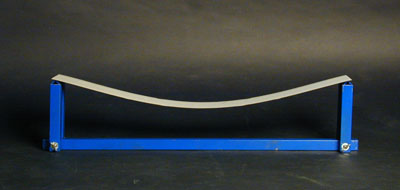
Kunststoffplatte ohne Beschichtung

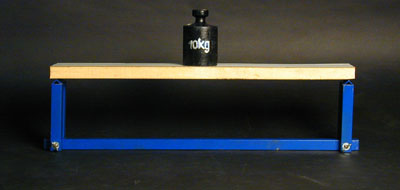
Sandwichplatte mit Verbund zwischen Schaumkern und äußeren Blechen

Sandwichpaneele oder Sandwichtafeln sind Verbundwerkstoffe mit zwei belastbaren Außenlagen, die von einer Mittellage auf Abstand gehalten und schubfest miteinander verbunden werden.
Die Mittellage besteht häufig aus leichtem Füllmaterial mit geringer Zug- und Druckfestigkeit bei ausreichender Werkstoffsteifigkeit (d. h. es ist nur wenig elastisch).
Für die Berechnung der Tragfähigkeit von Sandwichkonstruktionen kommt die lineare Sandwichtheorie zur Anwendung.

## Sandwichpaneele mit Dämmstoffkern
Sandwichpaneele zur Herstellung der gedämmten Außenhaut von Gebäuden bestehen meist aus zwei dünnen Deckschichten aus Metall, faserverstärktem Kunststoff oder Holzwerkstoffplatten, die über einen Dämmstoffkern schubfest miteinander verbunden sind. Der Kern besteht meist aus Polyurethanschaum (PUR) oder Mineralwolle (MW). Durch den Verbund (Haftung durch Erhitzen oder Verkleben) der Deckschichten mit dem schubsteifen Kern ergibt sich für das Sandwichpaneel eine hohe Tragfähigkeit und Steifigkeit.
Insbesondere zur schnellen Herstellung von Fassaden und Dächern von Fertigungs- und Lagerhallen werden häufig lange Sandwichpaneele mit Dämmstoffkern verwendet, die über seitliche Falze luftdicht zusammengefügt werden und bereits mit fertig lackierter Blechoberflächen angeliefert werden. Solche Sandwichelemente werden auf kontinuierlich arbeitenden Fertigungsanlagen produziert und auf Bestelllänge gesägt. Die Oberflächen sind je nach Kundenwunsch mit Linierung, Trapez- oder Wellprofilierungen erhältlich. Sie werden als Wandelemente sowie mit größerer Blechstärke und höherer Belastbarkeit als Dachelemente hergestellt. Sandwichelemente können auch unsichtbar durch Verschraubung im Falz oder durch herstellereigene Systeme befestigt werden.
Sandwichkonstruktionen sind schnell zu montieren und werden vor allem im Dach und Wandbereich von Industrie-, Büro- und Verwaltungsgebäuden und Kühllagern verwendet. Derzeit werden pro Jahr in Deutschland ca. 20 Mio. m² Sandwichpaneele verlegt. Im gesamteuropäischen Raum sind es mehr als 100 Mio. m².
Je nach Elementdicke können U-Werte bis zu 0,12 W/(m²K) erzielt werden. Die Stützweiten betragen in Abhängigkeit von dem Elementtyp bis zu 11 m (Wand). Der normale Einsatzbereich liegt bei ca. 3 m bis 5 m Stützweite. Die bewerteten Schalldämmmaße liegen für PUR-Elemente bei ca. 25 dB und für MW-Elemente bei ca. 28–33 dB. Stahlsandwichelemente mit Polyurethan haben in verschiedenen Brandversuchen bewiesen, dass sie nicht zum Brandgeschehen beitragen. Auch von der Versicherungswirtschaft werden diese Elemente insgesamt positiv bewertet. Mineralwoll-Sandwichelemente sind für die unterschiedlichsten Brandschutzanforderungen bis zur Feuerwiderstandsklasse EI240 erhältlich.

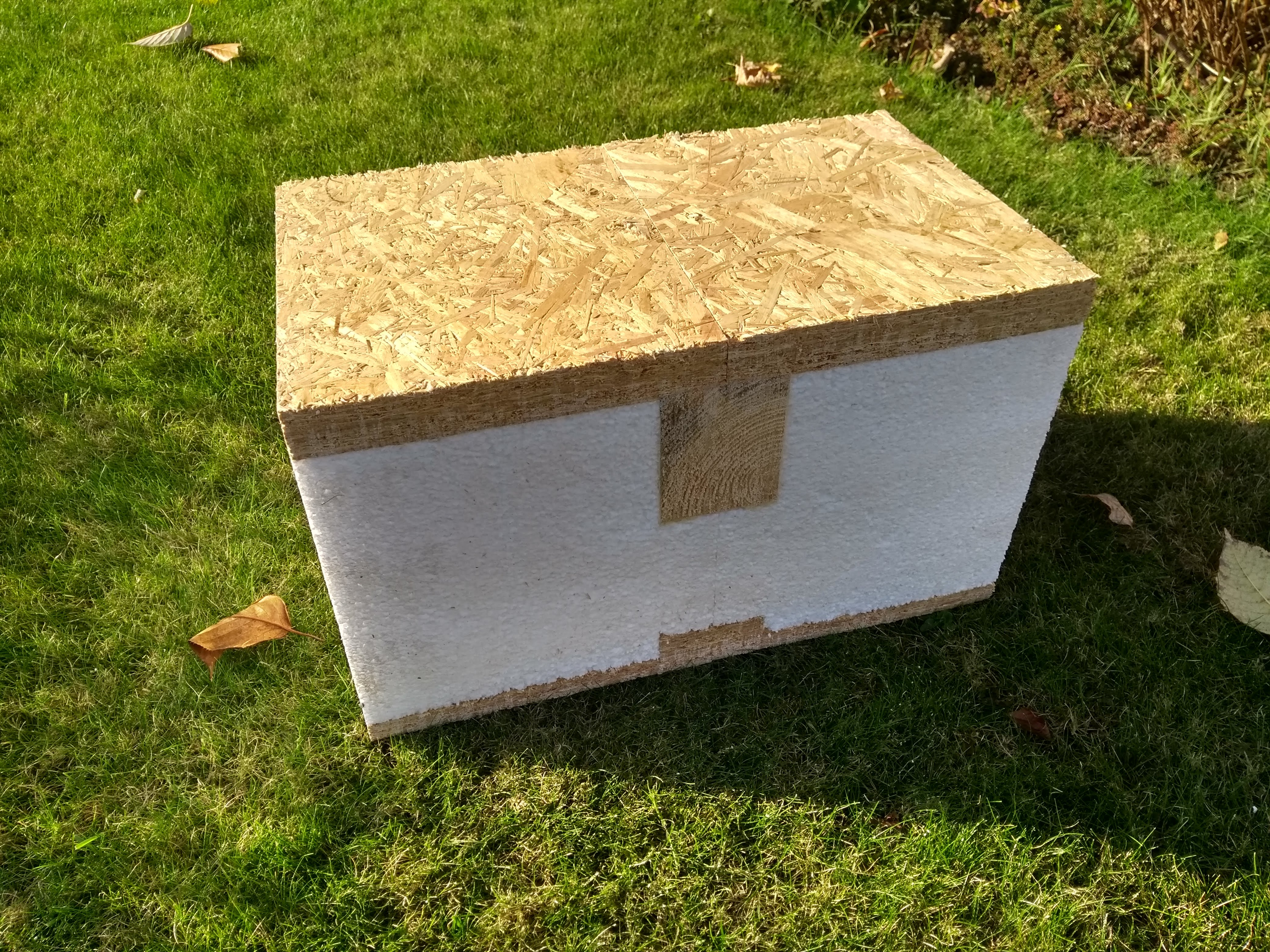
Musterstück eines gedämmten Wandelements ("Structural insulated panel") mit OSB-Platten beidseitig des Kerns aus Polystyrolschaum.

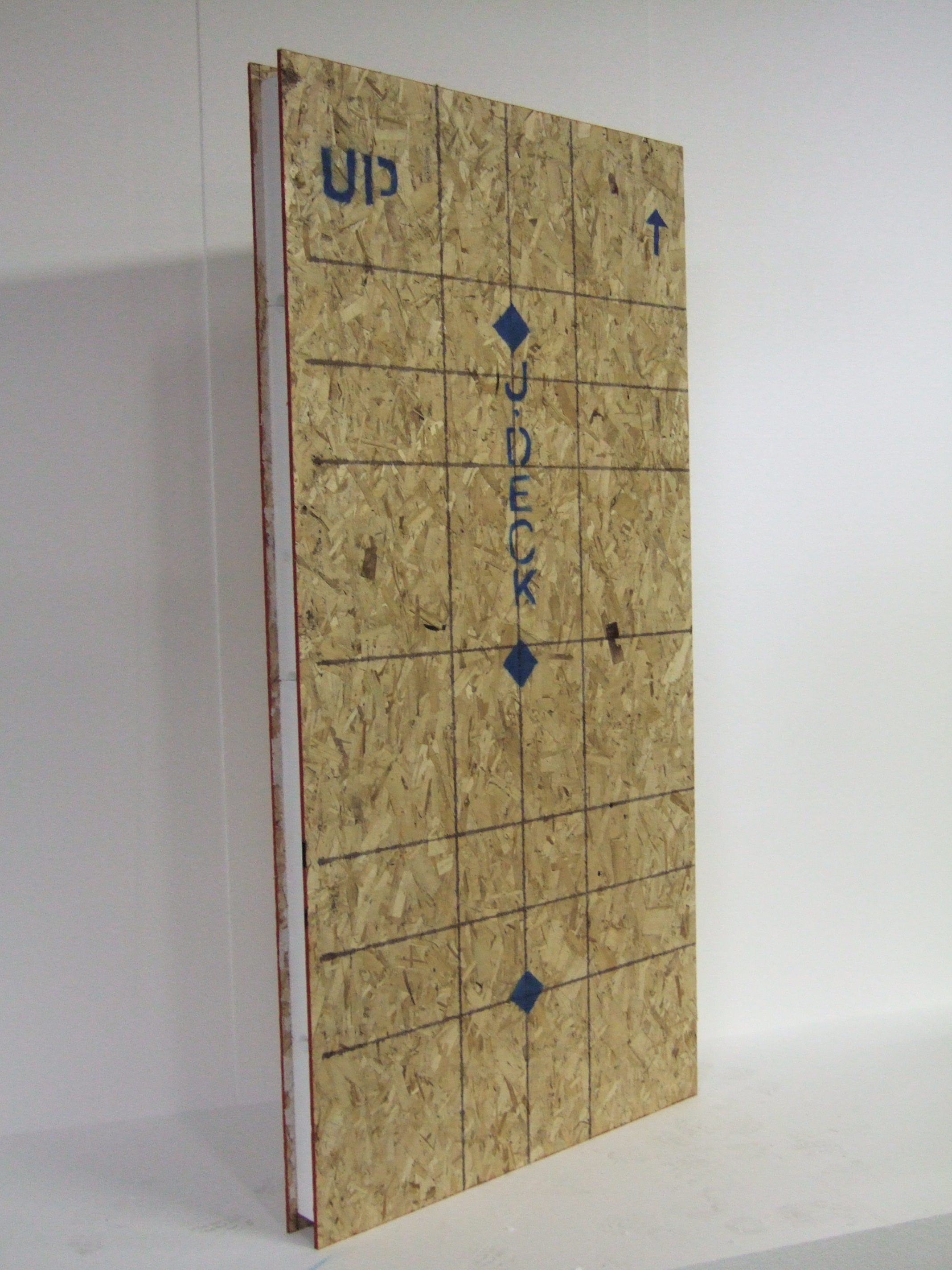
Wandelement aus OSB-Platten mit EPS-Schaumkern

## Tragende Wandelemente
Während Decken- und Wandelemente im Holztafelbau gewöhnlich handwerklich und analog zur Holzrahmenbauweise vorgefertigt werden, werden in Nordamerika seit den 1960er Jahren auch Sandwich-Tafeln eingesetzt, deren Hartschaum-Kern mit der Beplankung verklebt ist. Die englische Bezeichnung hierfür ist Structural Insulated Panel (SIP).
Durch den Verbund des Kerns mit der Beplankung kann die Anzahl der in Längsrichtung aussteifenden Kanthölzer reduziert werden. Bei schmalen Elementen genügt der umlaufende Holzrahmen entlang der Kanten des Elements.
Die Beplankung kann aus Holzwerkstoffplatten wie Sperrholz oder OSB sowie aus Blech oder Zement- oder Gipsfaserplatten bestehen. Für den Kern werden meist Dämmstoffe eingesetzt, die auch zur Fassadendämmung verwendet werden: Hartschaumplatten aus Polystyrol, Polyurethan oder PIR sowie in jüngerer Zeit Stroh- oder Holzfaserdämmplatten. Für Innenwände kommt auch die besonders leichte Sandwichplatte mit Wabenkern infrage.
Decken- und Wandelemente für Aufenthaltsräume enthalten oft noch eine zusätzliche Dampfsperre und gegebenenfalls eine einseitig aufgesetzte Installationsebene. Neben den verwendeten Materialien unterscheiden sich die industriell gefertigten Elemente insbesondere durch die Art, wie die Verbindung zwischen den Tafeln hergestellt wird. Diese sollte wenige zusätzliche Arbeitsschritte erfordern, ohne dass an den Verbindungsstellen zu Einbußen an Winddichtheit und Wärmeschutz kommt.
Wandtafeln werden oft in Breiten von 300, 600, oder 1,200 mm und Wandhöhen von 2,4, 2,7, und 3 m gefertigt. Dachelemente sind bis über 7 Meter lang. Kleinere Elemente können auch ohne Kran aufgestellt werden. In jüngster Zeit werden auch gebogene Elemente angeboten.

## Brandschutz
Im Rahmen des Großbrandes des Grenfell Tower im Juni 2017 in London wurde die Verwendung von Sandwichpaneelen im Brandschutz thematisiert. Beim Grenfell Tower waren jedoch keine Sandwichelemente eingesetzt worden, sondern Aluminium-Verbundplatten (ACP) mit zwei Aluminiumdeckschalen und einem dünnen Kern aus Polyethylen.